# Gora Srezannaja
Gora Srezannaja är ett berg i Antarktis. Det ligger i Östantarktis. Australien gör anspråk på området. Toppen på Gora Srezannaja är 1 119 meter över havet.
Terrängen runt Gora Srezannaja är huvudsakligen lite kuperad.  Trakten är obefolkad. Det finns inga samhällen i närheten.